# 1-й кавалерийский дивизион
1-й кавалерийский дивизион — первая кавалерийская часть Добровольческой армии.

## История
В ноябре 1917 года в г. Гжатске ротмистр 4-го гусарского Мариупольского полка Яновский с разрешения Главковерха начал формирование дивизиона (2 эскадрона с пулемётной командой), предназначенного для охраны посольств и консульств в Персии. Местом формирования был назначен Ставрополь.

Истинное назначение отряда сводилось к созданию надежной части, без комитетов, которой можно было бы воспользоваться для борьбы с царившей анархией.— Новиков С. И.
В отряд записалось около 40 нижних чинов и трое офицеров (штабс–ротмистр Потоцкий, штабс–ротмистр Новиков и поручик Головин) лейб-гвардии Уланского Его Величества полка. 1 декабря отряд погрузился в эшелон, следующий через Киев в Ростов-на-Дону. 16 декабря отряд, в котором оставалось около 30 человек, прибыл в Ростов, где офицеры узнали о начале формирования Добровольческой армии. После встречи с полковником Гершельманом было принято решение остаться в Ростове и влиться 2-м эскадроном в формируемый кавалерийский дивизион. Сначала отряд разместился в Таганрогских казармах, а затем был переведён в Проскуровский госпиталь № 10, где к 31 декабря завершилось формирование дивизиона.
18 декабря 1917 года полковник лейб-гвардии Уланского Его Величества полка В. С. Гершельман начал формировать в Ростове 1-й кавалерийский дивизион. 5 января 1918 года дивизион переведён в Таганрог с целью пополнения оружием и лошадьми, брошенными солдатами учебного эскадрона Заамурского конного полка, а также 274-го и 275-го запасных пехотных полков. Помимо лошадей, дивизион позаимствовал 300 мексиканских карабинов. Пулемёты были выкрадены 10 января в станице Каменской во время «Съезда фронтового казачества»
С 13 (26) января 1918 года участвовал в боях под Таганрогом. В начале 1-го Кубанского похода был сведён в офицерский эскадрон. 26 марта (8 апреля) 1918 года эскадрон был влит в 1-й конный генерала Алексеева полк.

## Численность
К 30 декабря 1917 года в 1-м эскадроне (командир подполковник 10-го уланского Одесского полка Л. М. Селиванов) насчитывалось 18 офицеров, во 2-м эскадроне (командир подполковник 4-го гусарского Мариупольского полка А. Ф. Балицкий) — 26 добровольцев при 4 офицерах. При дивизионе была создана пулемётная команда во главе со штаб-ротмистром 5-го гусарского Александрийского полка Хмелевским.

В дивизион входили гвардейские кавалерийские офицеры и несколько офицеров и вольноопределяющихся 5-го гусарского Александрийского полка. Преобладали однополчане полк. Гершельмана – Уланы Его Величества, поэтому и эскадрон со сверхсрочным вахмистром считался эскадроном их полка.— Полковник Гершельман: борьба за Россию и героическая гибель
К 10 января 1918 года дивизион насчитывал 138 человек: 63 офицера, 2 врача, сестра милосердия и 2 добровольца в 1-м эскадроне и 62 добровольца (юноши, не умевшие ездить верхом и не имевшие шашек) при 5 офицерах во 2-м эскадроне.

## Полковой знак
Крест залит темно зелёной эмалью, петля — белой, пересечён двумя шашками — офицерской и казачьей. На крест наложена серебряная «мертвая голова» в терновом венце.